# Jasudžiro Ozu
Jasudžiro Ozu (小津 安二郎 Ozu Yasujirō, 12. decembar 1903 – 12. december 1963) bio je japanski filmski stvaralac. Karijeru je započeo u eri nemih filmova, a njegovi poslednji filmovi snimljeni su u boji početkom 1960-ih. Ozu je prvo napravio nekoliko kratkih komedija, pre nego što se okrenuo ozbiljnijim temama tokom 1930-ih. Najistaknutije teme Ozuovog stvaralaštva su porodica i brak, a posebno odnosi među generacijama. Njegovi najomiljeniji filmovi među publikom su Kasno proleće (1949), Tokijska priča (1953) i Jesenje popodne (1962).
Široko smatran jednim od najvećih i najuticajnijih svetskih filmskih stvaralaca, Ozuov rad je nastavio da dobija priznanja nakon njegove smrti. U anketi časopisa Sight & Sound iz 2012, Ozuova Tokijska priča je proglašena trećim najvećim filmom svih vremena od strane kritičara širom sveta. U istoj anketi, Tokijska priča je proglašena za najbolji film svih vremena od strane 358 reditelja i filmskih stvaralaca širom sveta.

## Biografija

### Mladost
Ozu je rođen u okrugu Fukagava u Tokiju, kao drugi sin trgovca Toranosukea Ozua i njegove žene Asae. Njegova porodica je bila ogranak trgovačke porodice Ozu Joemon iz Isea, a Toranosuke je bio menadžer u petoj generaciji porodičnog biznisa đubriva u Nihonbašiju. Asae je poticao iz trgovačke porodice Nakajo. Ozu je imao petoro braće i sestara. Kada je imao tri godine, dobio je meningitis i bio je u komi nekoliko dana. Asae se posvetila negovoj njezi, a Ozu se oporavio. Pohađao je meidži obdanište i osnovnu školu. U martu 1913, u uzrastu od devet godina, otac je poslao njega i njegovu braću i sestre da žive u rodnom gradu njegovog oca, Macusaka u prefekturi Miјe, gde je ostao do 1924. godine. U martu 1916. godine, kdad mu je bilo od 12 godina, upisao je srednju školu koja se sada naziva Udžijiamada. In je boravio u internatu pri školi i bavio se džudoom. Često je preskakao časove da bi gledao filmove kao što su Kuo Vadis ili Poslednji dani Pompeje. Godine 1917, video je film Civilizacija i odlučio da želi da bude filmski režiser.
Godine 1920, u uzrastu od 17 godina, izbačen je iz internata nakon što je optužen da je napisao ljubavno pismo zgodnom dečaku iz niže klase, i morao je da putuje do škole vozom.
U martu 1921, Ozu je završio srednju školu. Pokušao je da položi ispit za prijem na sadašnji odsek ekonomije Kobe univerziteta, ali nije uspeo. Godine 1922, polagao je ispit za učiteljski koledž, ali je i na njemu pao. Dana 31. marta 1922, počeo je da radi kao zamena učitelja u školi u prefekturi Mie. Kažu da je prelazio dug put od škole u planini da bi gledao filmove vikendom. U decembru 1922, njegova porodica, sa izuzetkom Ozua i njegove sestre, vratila se u Tokio da živi sa njegovim ocem. U martu 1923, kada je njegova sestra diplomirala, takođe se vratio da živi u Tokiju.

### Ulazak u filmski biznis
Sa svojim ujakom kao posrednikom, Ozu je 1. avgusta 1923. godine, protivno želji svog oca, angažovan u Šočiku filmskoj kompaniji, kao asistent na odseku za kinematografiju. Njegova porodična kuća uništena je u zemljotresu 1923. godine, ali nijedan član njegove porodice nije povređen.
Dana 12. decembra 1924. Ozu je počeo godinu dana služenja vojnog roka. Vojnu je završio 30. novembra 1925. godine, odlazeći kao kaplar.
Godine 1926, postao je treći pomoćnik direktora u Šočiku. Godine 1927, učestvovao je u svađi u kojoj je udario drugog zaposlenog jer je preskočio red u studijskoj kafeteriji, a kada je pozvan u kancelariju direktora studija, iskoristio je to kao priliku da predstavi filmski scenario koji je napisao. Septembra 1927, unapređen je u reditelja u odeljenju istorijske drame (istorijski film) i režirao je svoj prvi film, Mač pokajanja, koji je od tada izgubljen. Mač pokajanja napisao je Ozu, a scenario je napisao Kogo Noda, koji će mu postati koscenarista do kraja karijere. Dana 25. septembra je pozvan u vojnu rezervu do novembra, što je značilo da je film delom morao da završi drugi reditelj.
Godine 1928, Širo Kido, šefa Šočiku studij, odlučio je da se kompanija koncentriše na snimanje kratkih komedijskih filmova bez glumaca koji su zvezde. Ozu je snimio mnoge od ovih filmova. Film Telo prelepo, objavljen 1. decembra 1928, bio je prvi Ozuov film koji je koristio nisku poziciju kamere, što će postati njegov zaštitni znak. Posle serije filmova „bez zvezda“, u septembru 1929. godine, izašao je prvi Ozuov film sa zvezdama, Diplomirao sam, ali... sa Minoru Takada (高田稔) i Kinujo Tanaka u glavnim ulogama. U januaru 1930, poverena mu je Šočikuova glavna zvezda, Sumiko Kurišima, u njenom novogodišnjem filmu, Uvod u brak (結婚学入門). Njegovi naredni filmovi iz 1930. dovoljno su impresionirali Širo Kidoa da pozove Ozua na izlet u topli izvor. U svojim ranim radovima, Ozu je koristio pseudonim „Džejms Maki“ pri pisanju scenarija. Njegov film Mlada gospođica, sa glumcima koji su svi bili zvezde, bio je prvi put da je koristio pseudonim Džejms Maki, a takođe je bio i njegov prvi film koji se pojavio na spisku „Najboljih deset“ filmskog časopisa Kinema Džumpo na trećem mestu.
Godine 1932, njegov film Ja sam rođen, ali..., komedija o detinjstvu sa ozbiljnim prizvukom, primljena je od strane filmskih kritičara kao prvo zapaženo delo društvene kritike u japanskoj kinematografiji, osvojivši mu široko priznanje. Godine 1935, Ozu je snimio kratki dokumentarac sa zvučnom podlogom: Kagami Džiši, u kojem je Kikugoro VI izveo kabuki ples istog naslova. Ovo je napravljeno na zahtev Ministarstva prosvete.‍:p. 221 Poput ostatka japanske kinematografije, Ozu je sporo prelazio na proizvodnju zvučnih filmova: njegov prvi film sa zvučnom trakom za dijalog bio je Jedini sin 1936. godine, pet godina nakon prvog japanskog zvučnog filma, Susedova žena i moja.

### Ratno vreme
Dana 9. septembra 1937, u vreme kada je Šočiku bio nezadovoljan Ozuovim nedostatkom komercijalnog uspeha, uprkos pohvalama koje je dobio od kritičara, tridesetčetvorogodišnji Ozu je regrutovan u Carsku japansku vojsku. Proveo je dve godine u Kini u Drugom kinesko-japanskom ratu. U Šangaj je stigao 27. septembra 1937. kao deo pešadijskog puka koji je rukovao hemijskim oružjem. Počeo je kao kaplar, ali je 1. juna 1938. unapređen u vodnika. Od januara do septembra 1938. bio je stacioniran u Nankingu, gde je sreo Sadao Jamanaku, koji je bio stacioniran u blizini. U septembru je Jamanaka umro od bolesti. Godine 1939, Ozu je poslat u Hankou, gde se borio u bici kod Nančanga i bici kod reke Sjušui. U junu mu je naređeno da se vrati u Japan, u Kobe je stigao u julu, a vojna obaveza mu je okončana 16. jula 1939. godine.
Neki od Ozuovih objavljenih dnevnika pokrivaju njegova ratna iskustva između 20. decembra 1938. i 5. juna 1939. godine. Jedan drugi dnevnik iz njegovih ratnih godina (陣中日記) on je izričito zabranio objavljivanje. U objavljenim dnevnicima, može se naći upućivanje na učešće njegove grupe u hemijskom ratu (kršenje Ženevskog protokola, iako se Japan povukao iz Lige naroda 1933. godine), na primer u raznim zapisima iz marta 1939. U drugim zapisima, on opisuje kineske vojnike omalovažavajućim rečima, upoređujući ih u jednom odlomku sa insektima. Iako deluje kao vođa vojnog odreda, Ozu je zadržao svoju rediteljsku perspektivu, jednom komentarišući da je početni šok i kasnija agonija čoveka dok je hakovan do smrti veoma sličan njegovom prikazu u istorijskim filmovima.
Ozuovi spisi takođe nude uvid u to kako japanska vojska koristi žene za komfor. U pismu upućenom prijateljima u Japanu 11. aprila 1938. iz okruga Dingjuan u kineskoj provinciji Anhuj, Ozu piše o protokolu komforne stanice u blago kodiranim terminima. U dnevničkom zapisu od 13. januara 1939. Ozu piše otvorenije o predstojećem okretu njegove grupe da koristi stanicu komfora u blizini Jingčenga. On napominje da su obezbeđene dve karte, ulje i profilaksa, a da su tri Korejke i dvanaest Kineskinja držane na stanici komfora za korištenje. Cene i raspored ovih stanica su takođe navedene.
Godine 1939, napisao je prvi nacrt scenarija za Ukus zelenog čaja preko pirinča, ali ga je odložio zbog velikih promena na kojima su insistirali vojni cenzori. Prvi film koji je Ozu snimio po povratku bio je kritički i komercijalno uspešan Braća i sestre iz porodice Toda, objavljen 1941. Sledio je film Postojao je otac (Čići Ariki, 1942), koji je istraživao jake veze naklonosti između oca i sina uprkos godinama razdvojenosti.
Godine 1943, Ozu je ponovo pozvan u vojsku radi snimanja propagandnog filma u Burmi. Međutim, umesto toga je poslat u Singapur, da snimi dokumentarac „U Delhi, u Delhi“ (Derii e, Derii e) o Čandri Bose. Tokom svog boravka u Singapuru, sa malo sklonosti za rad, proveo je čitavu godinu čitajući, igrajući tenis i gledajući američke filmove koje je obezbedio vojni informacioni korpus. Posebno je bio impresioniran filmom Građanin Kejn Orsona Velsa. Boravio je u sobi na petom spratu okrenutu ka moru u Kataj zgradi gde je zabavljao goste, crtao slike i skupljao ćilime. Na kraju Drugog svetskog rata, avgusta 1945, Ozu je uništio scenario i sve snimke filma. Bio je zatočen kao civil, a radio je u plantaži kaučuka. Od njegovog filmskog tima od 32 osobe, bilo je mesta samo za 28 na prvom brodu za repatrijaciju u Japan. Ozu je dobio na lutriji dajući mu mesto, ali ga je dao nekom drugom ko je bio anksiozan da se vrati.

### Posleratno doba
Ozu se vratio u Japan u februaru 1946. i preselio se kod svoje majke, koja je boravila sa njegovom sestrom u Nodi u prefekturi Čiba. Prijavio se za posao u studiju Ofuna 18. februara 1946. Njegov prvi film objavljen posle rata bio je Zapis jednog stanarskog gospodina 1947. Otprilike u to vreme, Čigasakikan Rjokan je postao Ozuova omiljena lokacija za pisanje scenarija.
Tokijska priča je bio poslednji scenario koji je Ozu napisao u Čigasakikanu. U kasnijim godinama, Ozu i Noda su koristili malu kuću u planinama u Tatešini u prefekturi Nagano pod nazivom Unkoso za pisanje scenarija, a Ozu je odsedao u obližnjoj kući zvanoj Mugeiso.
Ozuovi filmovi od kasnih 1940-ih pa nadalje bili su pozitivno primljeni, a unosi u takozvanu „Noriko trilogiju“ (sa Secuko Harom u glavnoj ulozi) Kasno proleće (1949), Rano leto (1951) i Tokijska priča (1953) su među njegovim najviše hvaljenim delima, sa Tokijskom pričom koja se smatra njegovim remek delom. Kasno proleće, prvi od ovih filmova, bio je početak Ozuovog komercijalnog uspeha i razvoja njegove kinematografije i stila pripovedanja. Nakon ova tri filma usledio je njegov prvi film u boji, Ekvinoks cvet, 1958. godine, Plutajući korov 1959. i Kasna jesen 1960. Pored Node, među ostalim stalnim saradnicima su bili i kinematograf Juharu Acuta, zajedno sa glumcima Čišu Rju, Secuko Hara i Haruko Sugimura.
Njegov rad je retko prikazivan u inostranstvu pre 1960-ih; međutim, Tokijska priča je stekla priznanje nakon što je osvojila Saderlendov trofej na Londonskom filmskom festivalu 1958. godine. Poslednji Ozuov film bio je Jesenje popodne, koji je objavljen 1962. godine.
On je bio predsednik Udruženja režisera Japana od 1955. do svoje smrti 1963. godine. Godine 1959, postao je prvi dobitnik iz oblasti kinematografije koji je osvojio nagradu Japanske akademije umetnosti.
Ozu je bio poznat po piću. On i Noda su merili napredak svojih scenarija po tome koliko su flaša sakea popili. Ozu se nikada nije ženio. Živeo je sa svojom majkom do njene smrti 1961. godine.
Teški pušač, Ozu je umro od raka grla 1963. na svoj šezdeseti rođendan. Grob koji deli sa svojom majkom u Engaku-jiju u Kamakuri nema ime — samo slovo mu („ništavilo“).

## Nasleđe i stil
Ozu je verovatno podjednako poznat po tehničkom stilu i inovativnosti svojih filmova kao i po narativnom sadržaju. Stil njegovih filmova je najupečatljiviji u njegovim kasnijim filmovima, stil koji nije u potpunosti razvio sve do svojih posleratnih zvučnih filmova. Nije se pridržavao holivudskih konvencija. Umesto da koristi tipične snimke preko ramena u svojim scenama dijaloga većine reditelja, kamera direktno gleda u glumce, što ima efekat postavljanja gledaoca u sredinu scene. Tokom svoje karijere, Ozu je koristio sočivo od 50 mm, za koje se obično smatra da je sočivo najbliže ljudskom vidu.
Ozu nije koristio tipične prelaze između scena. Između scena prikazivao bi snimke određenih statičnih objekata kao prelaze, ili bi koristio direktne rezove, umesto da bledi ili rastvara. Statički objekti su najčešće bile zgrade u kojima bi se odvijala sledeća scena u zatvorenom prostoru. Tokom ovih prelaza koristio bi muziku, koja bi mogla da počne na kraju jedne scene, napreduje kroz statičnu tranziciju i nestaje u novoj sceni. On je retko koristio nedijegetsku muziku u bilo kojoj sceni osim u prelazima. Ozu je sve manje pomerao kameru kako je njegova karijera napredovala, i prestao je da koristi praćenje snimaka u svojim filmovima u boji. Međutim, Dejvid Bordvel tvrdi da je Ozu jedan od retkih reditelja koji „stvara sistematsku alternativu holivudskom bioskopu kontinuiteta, ali to čini menjajući samo nekoliko premisa“.
Ozu je izmislio „tatami snimak“, u kome je kamera postavljena na nisku visinu, navodno u visini očiju osobe koja kleči na tatami prostirci. Zapravo, Ozuova kamera je često čak niža od toga, samo jedan ili dva metra iznad zemlje, što je zahtevalo upotrebu posebnih stativa i podignutih garnitura. Koristio je ovu nisku visinu čak i kada nije bilo scena sedenja, na primer kada su njegovi likovi hodali hodnicima. Kada je Ozu prešao na boju, odabrao je snimanje prema nemačkom procesu bojanja Agfakolor, jer je smatrao da hvata crvene boje mnogo bolje od bilo kog drugog procesa boja.

Ozu je izbegavao tradicionalna pravila filmskog pripovedanja, pre svega podudaranje linije očiju. U svojoj recenziji Lebdećeg korova, filmski kritičar Rodžer Ebert priča:
[Ozu] je jednom imao mladog asistenta koji mu je predložio da možda trebao da snimi razgovore tako da se publici učini da likovi gledaju jedan u drugog. Ozu je pristao na test. Snimili su scenu u oba smera i uporedili ih. "Vidiš?" rekao je Ozu. „Nema razlike!“
Ozu je takođe bio inovator u japanskoj narativnoj strukturi zahvaljujući upotrebi elipsa, odnosno odluci da ne prikazuje glavne događaje u priči. U Jesenjem popodnevu (1962), na primer, venčanje se samo pominje u jednoj sceni, a sledeća sekvenca upućuje na ovo venčanje (koje se već dogodilo); sama svadba se nikada ne prikazuje. Ovo je tipično za Ozuove filmove, koji izbegavaju melodramu tako što izostavljaju momente koji bi se često koristili u Holivudu u pokušajima da izazovu emotivnu reakciju publike.
Ozu je postao međunarodno priznat kada su njegovi filmovi prikazani u inostranstvu. Uticajne monografije Donalda Ričija, Pola Šrejdera i Dejvida Bordvela omogućile su da anglofonska publika široko ceni Ozuov stil, estetiku i teme.

## Napomene
1. ↑  宇治山田高等学校
2. ↑  神戸高商, Kobe Kosho
3. ↑  三重県立師範学校, Mie-ken ritsu shihan gakko
4. ↑  Ozu's military service was of a special type called ichinen shiganhei (一年志願兵) where the usual two-year term of conscription was shortened to one year on condition that the conscriptee paid for himself.
5. ↑  ヂェームス・槇
6. ↑  茅ケ崎館
7. ↑  雲呼荘
8. ↑  無芸荘

## Literatura
- Hasumi, Shiguéhiko (1998), Yasujiro Ozu, translated by Hasumi Shiguehiko, Nakamura Ryoji, René de Ceccatty, Paris: Cahiers du cinéma, ISBN 978-2-86642-191-5
- Ozu, Yasujiro (2016),  Franco Picollo; Hiromi Yagi, ур., Scritti sul cinema (на језику: италијански), Rome: Donzelli, ISBN 978-88-6843-481-6
- Rothman, William (2006).  Jeffrey Crouse, ур. „Notes on Ozu's Cinematic Style”. Film International (Stanley Cavell special issue изд.). 4 (22): 33—42. doi:10.1386/fiin.4.4.33.
- Sato, Tadao (1997b), Le Cinéma japonais – Tome II, translated by Karine Chesneau, Rose-Marie Makino-Fayolle, Tanaka Chiharu, Paris: Centre Georges Pompidou, ISBN 978-2-85850-930-0
- Torres Hortelano, Lorenzo J., „Primavera tardía de Yasujiro Ozu : cine clásico y poética zen”. ISBN 978-84-95917-24-9. Архивирано из оригинала 04. 03. 2016. г. Приступљено 14. 10. 2024., Caja España (León), Obra Social y Cultural,
- Yoshida, Kiju (1998). Ozu's Anti-Cinema. Center for Japanese Studies, University of Michigan. ISBN 978-1-929280-27-8.
- Andreas Becker: Action Cut: Screenplay Analysis of Yasujirō Ozu's Equinox Flower (Higanbana). Remarks on the Screenplay and the Aesthetics of Montage in a Transcultural Comparison, in: Marcos P. Centeno-Martin and Norimasa Morita. Japan beyond Its Borders: Transnational Approaches to Film and Media. Chiba: Seibunsha. 2020. ISBN 4-901404-32-6., : 147–157.
- Bordwell, David (1988). Ozu and the Poetics of Cinema. Princeton University Press. ISBN 978-0-691-00822-6. Архивирано из оригинала 2011-07-20. г. Приступљено 2014-03-01.
- Desser, David (13. 4. 1997). Ozu's Tokyo Story. Cambridge University Press. ISBN 978-0-521-48435-0.
- Gillett, John; Wilson, David (1976). Yasujiro Ozu: A Critical Anthology. British Film Institute. ISBN 978-0-85170-048-9.
- Ozu, Yasujirō; Noda, Kōgo (2003). Tokyo Story: The Ozu/Noda Screenplay. Stone Bridge Press. ISBN 978-1-880656-80-8.
- Ozu, Yasujirō (2006). Ozu Yasujirō's Two Post-war Films. Godage. ISBN 978-955-20-8936-7.
- Richie, Donald (1. 1. 1977). Ozu. University of California Press. ISBN 978-0-520-03277-4.
- Yoshida, Yoshishige (2003). Ozu's Anti-Cinema. Center for Japanese Studies, University of Michigan. ISBN 978-1-929280-26-1. OCLC 53013473.

## Spoljašnje veze
- Yasujiro Ozu na sajtu  (jezik: engleski)
- OzuYasujirō.com (archived)
- „Digital Ozu”. Архивирано из оригинала 02. 03. 2016. г. Приступљено 14. 10. 2024. – notes from an exhibition at Tokyo University.
- Directions for finding Yasujiro Ozu's grave at Engaku-ji
- The quiet master at The Guardian
- Ozu's Angry Women by Shigehiko Hasumi
- OZU Yasujiro Story na sajtu